# Coregonus zugensis
Coregonus zugensis is een straalvinnige vissensoort uit de familie van de zalmen (Salmonidae) en de onderfamilie van de houtingen. Het is een endemische vis in meren in Zwitserland. De naam is Zwitserduits is Albeli.

## Kenmerken
De vis kan 20 cm lang worden en onderscheidt zich van andere houtingsoorten door bepaalde verhoudingen in de afmetingen van ogen, totale lengte en breedte. De vis heeft 35 tot 42 kieuwboogaanhangsels.

## Verspreiding en leefgebied
De vis komt voor in het Vierwoudstrekenmeer (102 km²) en het Meer van Zug. Het voorkomen in het Meer van Alpnach en het Meer van Sarnen moet nog worden onderzocht. De vis houdt zich op in het open water en paait op diepten tussen de 20 en 80 m, meestal in de winter (november-december). Mogelijk zijn er ook populaties die in de zomer paaien.

## Status
Er zijn geen factoren bekend die schadelijk zijn voor het voortbestaan, daarom staat deze soort als niet bedreigd/ op de Rode Lijst van de IUCN.